# Friesodielsia gracilis
Friesodielsia gracilis là loài thực vật có hoa thuộc họ Na. Loài này được (Hook.f.) Steenis mô tả khoa học đầu tiên năm 1964.